# The Light That Failed
The Light that Failed ist ein auf einem Roman von Rudyard Kipling basierender Film von William A. Wellman aus dem Jahre 1939. Es werden die Themen Kriegsdarstellung und -betrachtung von außerhalb verarbeitet. Er wurde von Paramount Pictures produziert.

## Handlung
Der britische Künstler Dick Heldar kehrt mit einigen Augenverletzungen aus dem Sudan ins England der 1890er Jahre zurück. Er nimmt seinen alten Beruf als Maler wieder auf. Während seine realistischen Gemälde über den Krieg im Sudan immer mehr Popularität erlangen, beginnt er sich auch der romantischen Kunst zu widmen. Allerdings werden die Schmerzen durch die alte Verletzung aus dem Krieg immer schwerer zu ertragen, und er realisiert, dass er bald blind werden wird. Bevor dieses jedoch endgültig geschehen ist, möchte Heldar noch sein Meisterwerk mit dem Namen „Melancholia“ zeichnen, zu welchem er die Prostituierte Bessie als Modell heranzieht. Er betrinkt sich immer stark, während er malt, um die Schmerzen besser zu ertragen und seine Sehkraft zu stärken. Während der Arbeiten bringt er sein Modell oft zur Hysterie, da die Posen seiner Meinung nach nie gut genug sind.
Er verliert sein komplettes Augenlicht und bricht zusammen, genau in dem Augenblick, als er sein Meisterwerk fertigstellt. Als Dick Heldar am Boden liegt, nutzt Bessie die Gelegenheit und zerstört das Werk aus Rache dafür, dass er sie immer zur Weißglut gebracht hat, indem sie das Gemälde beschmiert. Als Dick seine Freundin Maisie in sein Atelier einlädt, bemerkt diese den Vorfall sofort, aber sie bringt es nicht über sich, ihm die Wahrheit zu sagen. Während Dick und Maisie noch im Atelier stehen, kommt Bessie wieder und gibt zu, dass sie das Bild zerstört hat.
In seiner Verzweiflung reist Dick zurück in den Sudan und wird wieder Mitglied in seiner alten Kompanie. Er kann seinen Freund Torpenhow davon überzeugen, ihn auf ein Pferd zu setzen und gegen die feindlichen Linien zu schicken. Auf diesem Ritt wird er erschossen.

## Hintergrund
The Light That Failed ist der erste Roman des britischen Schriftstellers Rudyard Kipling. Er wurde bereits 1916 von Edward José, danach 1923 von George Melford verfilmt. Im Gegensatz zu den beiden Stummfilmen blieb die Verfilmung von 1939 dem Roman treu, indem sie den tragischen Ausgang nicht in ein Happy End abänderte.

## Rezeption
Durchweg sehr positiv wurde Ida Lupinos Interpretation der Bessie besprochen. Die Rolle verschaffte ihr den künstlerischen Durchbruch im ernsten Rollenfach.
Frank S. Nugent von The New York Times freute sich, in dem Film eine Ausnahme der zum Großteil „weiblichen Filme“ zu erkennen. Er lobte „die Direktheit und Klarheit des Denkens, die wir gerne (und bescheiden) als männlich bezeichnen; den beruhigenden Eindruck, dass die Charaktere, allesamt gute Kerle, niemals zugeben werden, dass es eine Frauenwelt ist, in der sie leben. Oh, sie sind ritterlich genug, sogar im Umgang mit dem undankbaren Flittchen, das die Unmoral der Unsterblichkeit vorzog; aber The Light That Failed ist im Wesentlichen das letzte trotzige Aufflammen der Fackel der Freiheit des Mannes von der Frau. (Natürlich scheitert es, aber dafür ist es nicht weniger galant.)“ Neben Ida Lupino hebt er die Leistung des Hauptdarstellers hervor: „Herr Colman hat selten eine Rolle mit größerer Autorität und mehr Charme gemeistert, wobei er sogar die todsichere Melodramatik der Sequenz, in der er erblindet, mannhaft unterspielt.“ Nugent resümiert: „Alles in allem eine aufrichtige, zurückhaltende und gekonnt inszenierte Version eines guten alten Buches und eine tolle Abwechslung zur Frauenfilm-Diät.“
Die Filmkritik im Entertainmentmagazin Variety liest sich weniger begeistert: „Da es dem Film an Attraktivität für Frauen mangelt, muss er in dieser Hinsicht ein erhebliches Hindernis überwinden. Obwohl die Geschichte ihre dramatischen und tragischen Momente hat, entwickelt sie sich in einem sehr gemächlichen Tempo, das manchmal in eine Studie von Charakteren in ereignislosen Situationen abgleitet. [...] Die Verwendung eines Prologs, der die jugendliche Liebesbeziehung von Colman und Miss Angelus zwei Jahrzehnte vor dem Beginn der Geschichte einführt, ist unnötig und verschwendetes Material. Die Sequenz dient nur als vermittelndes Element für das Treffen des Paares viele Jahre später, und das Drehbuch hätte diese Situation auch ohne das Handicap des Prologmaterials darstellen können.“

## Mord im Odeon in Bristol 1946
Im Jahr 1946 kam der Film auch in die Britischen Kinos. Am 29. Mai 1946 um 18:25 Uhr begann The Light That Failed vor etwa 2 000 Kinobesuchern in Bristols größtem Filmtheater Odeon. Möglicherweise durch Schüsse in der Filmhandlung kaschiert, blieben zwei im Gebäude selbst abgegebene Schüsse unbemerkt. Knapp 20 Minuten nach Beginn des Films wurde der tödlich getroffene Geschäftsführer des Odeons Robert Parrington von einem Kollegen gefunden. Während die Polizei die Ermittlungen aufnahm, lief die Filmvorführung ohne Unterbrechung weiter. Das Verbrechen gilt bis heute als ungelöst.